# Мкукула
Мкуку́ла (англ. Mkukula) — традиційна громада у складі дистрикту Дова Центрального регіону Малаві.
Населення — 122604 особи (2018).